# Ernest Gruening
Ernest Gruening (ur. 6 lutego 1887 w Nowym Jorku, zm. 26 czerwca 1974 w Waszyngtonie) – amerykański polityk związany z Partią Demokratyczną.
Aktywnie starał się o przyłączenie Terytorium Alaski jako stanu do unii Stanów Zjednoczonych, co nastąpiło w 1959 roku.
Wówczas Gruening został wybrany jako przedstawiciel stanu Alaska do Senatu Stanów Zjednoczonych. Zasiadał w nim od 1959 roku do 1969 roku. W 1968 roku został laureatem Nagrody Margaret Sanger.
Po śmierci jego ciało poddano kremacji i prochy rozrzucono nad nazwaną jego imieniem i nazwiskiem górą Mount Ernest Gruening, na północ od miasta Juneau na Alasce.